# オマール・ボンゴ大学
オマール・ボンゴ大学（オマール・ボンゴだいがく、フランス語: université Omar-Bongo、略称:UOB）は、ガボンの大学。ガボンの首都リーブルヴィルにある公立大学、高等教育機関である。

## 沿革・概要
オマール・ボンゴ大学は1970年に設立された。設立当初は、「ガボン国立大学」（ガボン大学、国立ガボン大学、フランス語: Université nationale du Gabon、略称：UNG）の名称であった。現在の「オマール・ボンゴ大学」の名称には1978年改称した。
オマール・ボンゴ大学は、ガボンの全高等教育機関を統合した大学である。オマール・ボンゴ大学の設置によりガボンの大学体系は再構築された。オマール・ボンゴ大学以外のいくつかの学校は例えば技術教育高等師範学校や組織科学研究大学院などのグランゼコールとマスク科学技術大学やリーブルヴィル保健科学大学などその他の大学に再編された
大学に対する補助金をめぐり学内で騒擾が起こったが、学生代表は政府に対して、自分達の要求と3年間の停戦を含む「危機憲章」を提案した。

## 学部
オマール・ボンゴ大学には2つの学部がある。
- 法経済学部（Faculté de droit et de sciences économiques、FDSE）
- 人文学部（Faculté des lettres et sciences humaines、FLSH）

この2学部に付属する形で研究所や研究センターが設置されている。例えば、以下の研究所がある。 
- 応用経済学研究所（le laboratoire d'économie appliquée、LEA）
- 線形・関数研究所（le laboratoire de graphique et de cartographie、LAGRAC）

## 教員・研究者
- モーリス・オクンバ＝ンコンゲ（フランス語版） （文学）
- ローラン・ポルチエ（フランス語版） （地理学）
- マルク＝ルイ・ロピヴィア（フランス語版） （地理学）
- グレゴワール・ビヨゴ（フランス語版） （詩歌）